# Antsiafabositra
Antsiafabositra est une commune urbaine malgache située dans la partie centre de la région de Betsiboka.